# Bill Andriette
Bill Andriette es un periodista estadounidense y activista propedófilo.

## Biografía
Andriette trabajó como director artístico en la revista LGBT Baltimore Outloudy anteriormente ocupó el cargo de editor de artículos en The Guide, una publicación de viajes y entretenimiento para la comunidad gay con sede en Boston.Desde 1996, se desempeñó como portavoz de la North American Man/Boy Love Association (NAMBLA).
En una entrevista realizada en The Boston Phoenix en 1996, Andriette comentó: "Descubrí que era gay cuando tenía 12 años". Se unió a NAMBLA a los 15 años, y para los 17 ya formaba parte del Comité Directivo. Durante seis años, fue editor del boletín informativo de la organización. A lo largo de su carrera, expresó desacuerdos con algunos líderes previos de NAMBLA respecto a la legalización de lo que hoy se considera como abuso sexual, buscando un punto intermedio que conciliara las preocupaciones de la sociedad y del gobierno. También manifestó su descontento con el movimiento de derechos LGBT por aislar a NAMBLA, ya que veía esta postura como una "ideología conservadora que el movimiento gay ha adoptado para mejorar su propia imagen pública".
En medio de la controversia de 1993 dentro de la Asociación Internacional de Lesbianas y Gays (ILGA), Andriette defendió la afiliación de NAMBLA a la organización. Además, sostuvo que NAMBLA tenía un lugar legítimo dentro del movimiento por los derechos de las personas LGBTQ+, argumentando que "'la tradición principal' de la homosexualidad" respaldaba la eliminación de las leyes que penalizan lo que hoy se conoce como abuso sexual infantil.
Estuvo en el documental de 1994 sobre NAMBLA, Chicken Hawk: Men Who Love Boys, en el que describió cómo su trabajo con NAMBLA le proporcionó una salida para su atracción sexual hacia niños prepúberes menores de la edad de consentimiento.
En 2008, Andriette fue finalista del Sex Positive Journalism Award (Sexies) por su artículo titulado "¿Punto de inflexión para el sexo gay?", publicado en The Guide.